# Frédéric de Towarnicki
Frédéric de Towarnicki, né le 6 novembre 1920 à Vienne en Autriche et mort à Clamart le 16 janvier 2008, est un traducteur de l'allemand au français, journaliste et critique littéraire français d'origine polonaise.
Towarnicki arrive en France à l'âge de cinq ans. Par la suite, il devient scénariste d'un film d'Alain Resnais qui ne sera jamais tourné, puis animateur culturel de la division Rhin et Danube où il organise une rencontre entre Jean-Paul Sartre et Martin Heidegger. C'est à l'âge de 25 ans qu'il rencontre le philosophe allemand dont il deviendra l'un des interlocuteurs privilégiés en France. Il publiera le compte-rendu de cette rencontre dans Les Temps modernes, puis l'entretien complet dans un ouvrage intitulé Les Souvenirs d'un Messager de la Forêt Noire.
Auteur d'un recueil Poèmes publié en 1950 avec les contributions lithographiques de René Jaudon et Éliane Thiollier, il a également réalisé des entretiens avec Jean Beaufret, Satprem, Karel Appel et Ernst Jünger qu'il connaissait bien et dont il fut l'un des traducteurs. Il a collaboré à L'Express.

## Publications
- Jean Beaufret. Entretiens avec Frédéric de Towarnicki, Paris, PUF, 1984.
- Propos en liberté (1974-1984), avec André Verdet, entretiens avec Karel Appel, Paris, Galilée, 1985.
- À la rencontre de Heidegger. Souvenirs d'un messager de la Forêt-Noire, Paris, Gallimard, 1993.
- Parell, entretiens avec Jacques Panijel, Paris, Prints etc., 1985.
- Martin Heidegger. Souvenirs et chroniques, Paris, Payot-Rivages, 1999.
- Sept jours en Inde avec Satprem. Lettre d'un autre âge, entretiens, nouvelle édition augmentée, Paris, Robert Laffont, 2000.
- Ernst Jünger. Récits d'un passeur de siècle. Rencontres et conversations, Monaco - Paris, Éditions du Rocher, 2000.
- Coplas sous occupation, 1939-1945, Colomars (06), Éditions Mélis, collection Poésie, 2008, préface de Georges Walter, postface d'André Brincourt, photographies d'Alain Resnais (1945), Karin Brincourt, illustrations de Pablo Picasso (1969), Roland Topor (1971), Arman, Karel Appel, Francine Galliard-Risler (1945).
- Avec Konrad Lorenz, De petits points lumineux d'espoir, Paris, Rivage, 2009.